# Султанија Шерми
Шерми Кадин (турски: Rabia Şermi Kadın; османско-турски: رابعہ شرمی قادین; умрла око  1732) била је супруга султана Ахмеда III и мајка султана Абдул Хамида I.

## Живот
Њено родно место и датум нису познати. 20. марта 1725. родила је свог сина јединца шехзадеа Абдул Хамида. Године 1728, када је имао три године, саградила је фонтану у Семсипаси, Ускудар. Ахмед је свргнут 1730. године, а његов нећак Махмуд I се попео на престо. Шерми је заједно са другим султанијама из Ахмедовог харема отишла у палату Ески.

## Смрт и наслеђе
Шерми је умрла 1732. године, остављајући Абдул Хамида без мајке у доби од седам година. Његов старији полубрат Мустафа III је наставио да га пази и одгаја, а Шерми сахрањен је у маузолеју царских дама у Новој џамији у Истанбулу.
Абдул Хамид је ступио на престо 1774. године након смрти старијег полубрата Мустафе III. Шерми никада није била Валиде султанија, јер је умрла четрдесет две године пре него што је Абдул Хамид ступио на престо. Створио је Бејлербеји џамију у знак сећања на своју мајку.